# Numansdorp
Numansdorp è un centro abitato e un'ex-municipalità dei Paesi Bassi di 9 010 abitanti situato nella provincia dell'Olanda Meridionale. Soppressa il 1º gennaio 1984, il suo territorio, assieme a quello della ex-municipalità di Klaaswaal, è andato a formare la nuova municipalità di Cromstrijen.